# Малайя на Олимпийских играх
Малайя принимала участие в 2 летних Олимпийских играх: в 1956 году в Мельбурне и в 1960 году в Риме. В зимних Олимпийских играх спортсмены Малайи участия не принимали. Малайя никогда не завоёвывала олимпийских медалей. После Второй мировой войны территории, входившие в Малайю, вошли в состав Малайзии.